# مایکل بلیک (نویسنده)
مایکل لنوکس بلیک (انگلیسی: Michael Lennox Blake؛ زادهٔ ۵ ژوئیهٔ ۱۹۴۵ - درگذشته ۲ مهٔ ۲۰۱۵) یک فیلم‌نامه‌نویس اهل ایالات متحده آمریکا بود.

## فیلمشناسی
- با گرگ‌ها می‌رقصد